# Immeuble Beldame
L'immeuble Beldame est un immeuble de l'île de La Réunion, département d'outre-mer français dans le sud-ouest de l'océan Indien.

## Historique
Situé 10, rue Méziaire-Guignard, dans le centre-ville de Saint-Pierre, l'immeuble est inscrit au titre des monuments historiques depuis le 17 décembre 2015. Du fait de son époque de construction, il bénéficie également du label « Patrimoine du XXe siècle ».